# 제미니 맨
《제미니 맨》(영어: Gemini Man)은 2019년 개봉한 미국의 SF 액션 스릴러 영화이다. 리안이 감독을 맡았다.

## 줄거리
은퇴를 앞둔 베테랑 특수부대 저격수 헨리 브로건은 벨기에에서 생화학 테러리스트를 암살하는 임무를 수행하던 중, 우연히 타깃 옆에 있던 어린 소녀 때문에 머리가 아닌 목을 쏘게 된다. 살인에 환멸을 느낀 헨리는 은퇴하지만, 그가 제거한 테러리스트가 사실 무고한 사람이었다는 정보를 얻게 된다. 헨리는 이 사실을 확인하려 하지만, 과거 그가 몸담았던 기관의 배신으로 인해 살해 위협에 놓인다.
자신을 감시하던 동료 요원 대니와 함께 쫓기던 헨리는 자신과 똑같이 생긴 젊은 킬러에게 공격을 받는다. 이 킬러는 '주니어'라고 불리며, 헨리와 마찬가지로 뛰어난 전투 기술을 가지고 있었다. 헨리는 주니어가 자신의 복제인간이라는 사실을 알게 된다.
헨리는 자신을 제거하려는 민간 군사 기업 '제미니'의 실체를 파헤치고, 주니어와 함께 제미니의 대표 클레이를 막기로 결심한다. 이 과정에서 헨리는 제미니가 인간의 고통과 감정을 제거한 복제인간들을 대량 생산하려 했다는 사실을 알게 된다. 주니어는 자신이 헨리의 복제인간이라는 사실에 혼란스러워하면서도, 헨리와 협력하여 클레이를 막는 데 동참한다.
격렬한 전투 끝에 헨리와 주니어는 클레이를 제압하고, 또 다른 감정이 없는 복제인간과 맞서 싸운다. 헨리는 클레이를 직접 처단하고, 더 이상 복제인간이 만들어지지 않는다는 것을 확인한 후, 주니어에게 새로운 삶을 살 것을 권유한다. 이후 헨리는 주니어가 대학에 입학하여 새로운 삶을 시작하는 것을 지켜보며, 대니와 함께 그의 미래를 계획한다.

## 출연

### 주연
- 윌 스미스 : 헨리 / 주니어 역

### 조연
- 메리 엘리자베스 윈스티드 : 대니 역
- 클라이브 오언 : 클레이 역
- 베네딕트 웡 : 배런 역
- 더글러스 호지 : 잭 역
- 랠프 브라운 : 델 역
- 테오도라 미란 : 키티 역
- 린다 에몬드 : 자넷 역
- E.J. 보닐라 : 마리노 역
- 일리아 볼로크 : 유리 역
- 앤드리아 수치
- 팀 코널리
- 비요른 프라이베

## 기타
- 제작총괄: 브라이언 벨
- 제작총괄: 마이클 포트렐
- 제작총괄: 돈 머피
- 제작총괄: 채드 오만
- 제작총괄: 마이크 스텐슨